# Maricet Espinosa
Maricet Espinosa González (ur. 2 stycznia 1990, zm. 22 stycznia 2024) – kubańska judoczka. Olimpijka z Rio de Janeiro 2016, gdzie zajęła dziewiąte miejsce w wadze półśredniej.
Piąta na mistrzostwach świata w 2011; uczestniczka zawodów w 2013 i 2015. Zdobyła dwa brązowe medale w drużynie. Startowała w Pucharze Świata w 2009 i 2016. Triumfatorka igrzysk Ameryki Środkowej i Karaibów w 2014. Zdobyła trzy medale na mistrzostwach panamerykańskich w latach 2013 - 2016.

## Letnie Igrzyska Olimpijskie 2016
| Konkurencja | Eliminacje                 | Eliminacje            | Klas. końcowa |
| Konkurencja | Przeciwnik I               | Przeciwnik II         | Miejsce       |
| ----------- | -------------------------- | --------------------- | ------------- |
| 63 kg       | Phupu Lhamu Khatri (NEP) Z | Jarden Dżerbi (ISR) P | 9.            |